# Alf Andersen
Alf Steen Andersen (15. května 1906 Drammen – 12. dubna 1975 Frogn) byl norský skokan na lyžích. Získal zlatou medaili na olympijských hrách ve Svatém Mořici roku 1928, v závodě na středním můstku. Jeho nejlepším umístěním na mistrovství světa bylo třetí místo na šampionátu ve Vysokých Tatrách roku 1935. Navzdory těmto mezinárodním úspěchům nikdy nevyhrál národní mistrovství. Nikdy v něm neskonči lépe než pátý, proto bylo jeho vítězství na olympijských hrách velkým překvapením.